# Webasto
Webasto (prononcé « vébasto ») est un fournisseur allemand pour l'industrie automobile, membre de l'association européenne des équipementiers automobiles (European Association of Automotive Association, ou CLEPA).

## Histoire

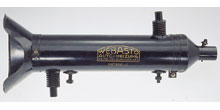
Premier chauffage Webasto : le Flüstertüte

À sa création, l'entreprise connue sous le nom de Eßlinger Draht- und Eisenwarenfabrik Wilhelm Baier Senior, Eßlingen/Neckar, produisait des estampillés et des appareils ménagers. En 1908, l'entreprise déménage à Stockdorf près de Munich. Elle prit alors son nom actuel à partir des initiales de son fondateur Wilhelm Baier, Stockdorf. Dans les années 1930, Webasto devient un fournisseur pour l'industrie automobile. En 1932, Wilhelm Baier construit un toit pliant pour voiture qui pouvait s'ouvrir et se fermer simplement. Trois ans plus tard, le premier chauffage fut créé : Vehicle fresh-air heater
.
En 1974, l'entreprise créa sa première usine aux États-Unis, près de Détroit (Michigan). La première filiale vit le jour en Asie en 1978 avec son usine de production japonaise à Hiroshima, elle est aussi présente en Corée depuis 1988 via la joint-venture Webasto Donghee.
En 2006, Webasto annonce sa restructuration et la suppression de 450 emplois, dont 280 en Allemagne.
En 2009, Webasto rachète la division « systèmes de toits convertibles » de l'équipementier français Edscha,.
En mars 2012, Webasto rachète l'entreprise italienne Diavia spécialisée dans les systèmes de climatisation.
En novembre 2013, Webasto ouvre une nouvelle usine à Chongqing en Chine, un investissement de 6,4 millions d’euros pour une perspective de 700 000 toits produits par an d’ici à 2016.

## Activité

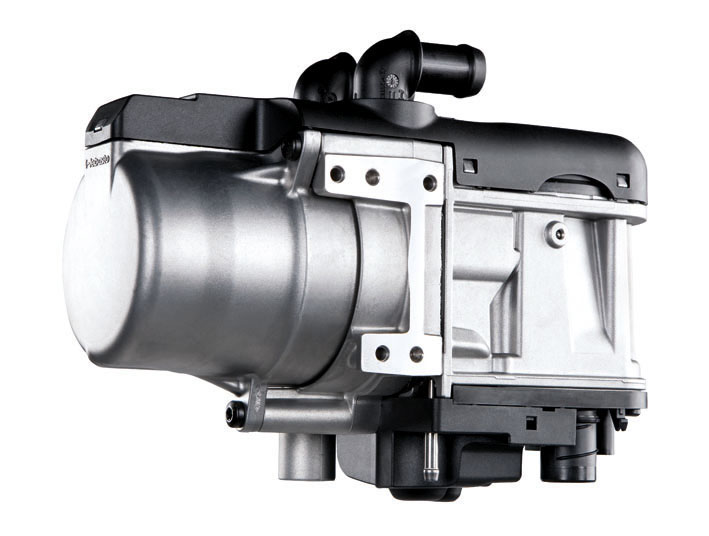
Webasto Thermo Top Evo

Webasto est présent dans 46 pays. Le siège du groupe se situe à Stockdorf, près de Munich en Allemagne. Depuis sa création en 1901, la société est toujours restée une entreprise familiale[réf. nécessaire]. Webasto exploite des sites de production en Europe (Allemagne, France, Italie, Grande-Bretagne, Roumanie, Pays-Bas, Portugal, Slovaquie et Suisse), aux États-Unis, au Japon et en Corée.

### Toits ouvrants
Le Groupe Webasto développe et produit des systèmes de toits convertibles. Le portefeuille produit contient des toits basculants, des toits toiles, des toits panoramiques mais aussi des toits de type "spoiler". L'entreprise gère des productions en petite mais aussi en grande série.
En 2010, Webasto développe avec Mercedes un toit novateur opaque qui devient transparent en appuyant sur un bouton.

### "Thermo & Comfort"
Webasto propose des systèmes de chauffage, climatisation et ventilation pour montage en première ou en seconde monte. Elle développe des systèmes de climatisation pour camions et véhicules spéciaux, et des systèmes de toit pour bateaux et véhicules spéciaux.

## Direction
- Holger Engelmann, président du directoire[11]

## Résultats
- 2002 : 1,28 milliard d'euros[12]
- 2007 : 1,8 milliard d'euros[13]
- 2011 : 2,3 milliards d’euros[14]